# Asterix & Obelix XXL
Asterix & Obelix XXL (Astérix y Obélix XXL en castellano) es un videojuego de acción-aventura lanzado en noviembre de 2003 para PlayStation 2 en Europa, y en junio de 2004 para las plataformas Nintendo GameCube, Game Boy Advance y PC, además de una versión lanzada en Estados Unidos únicamente para PlayStation 2, renombrada como Asterix & Obelix: Kick Buttix. Fue desarrollado por la compañía Étranges Libellules y publicado por Atari. El argumento y el diseño del juego están basados en la serie de cómics Astérix y Obélix de René Goscinny y Albert Uderzo.
Una remasterización del juego, titulada Asterix & Obelix XXL: Romastered, fue lanzada en octubre de 2020 para Nintendo Switch, PlayStation 4 y Xbox One.

## Argumento
Astérix, Obélix e Ideafix salen a cazar jabalíes como todos los días, pero mientras atraviesan el bosque son sorprendidos por una tormenta. Un relámpago cae sobre un árbol cerca de ellos e Ideafix huye asustado. Mientras lo buscan, Astérix ve llamas en la distancia y descubre que los romanos han atacado e incendiado la aldea. Al llegar a la escena, se encuentra con un espía romano que dice ser el mejor al servicio de Julio César hasta que éste le despidió, por lo que en venganza ha decidido divulgar todos los secretos del Imperio romano y ayudar a los galos. Le explica que la aldea fue atacada por sorpresa y que, a pesar de la heroica resistencia de sus habitantes, finalmente tuvieron que deponer las armas. Tras explorar la devastada aldea y sus alrededores, Astérix se reencuentra con Obélix, que sigue sin encontrar a Ideafix. Ambos persiguen a un legionario romano hasta la playa, donde en el muelle el espía les señala unos barcos en la distancia y les dice que sus amigos han sido secuestrados, separados y varios de ellos embarcados hacia destinos desconocidos. En el bosque vuelven a encontrarse con el agente romano, que ha conseguido encontrar por fin a Ideafix para que éste se una al dúo. Tras derrotar a todos los romanos de un campamento cercano, descubren un vagón cerrado en medio de un camino que discurre por la zona, en cuyo interior se encuentra el druida Panorámix. Obélix lo libera y éste les cuenta todo lo que había visto y oído mientras estaba encerrado. César había estado allí, ordenando a sus centuriones que repartieran a los habitantes de la aldea, escoltados por varias legiones enteras, entre las cuatro esquinas del Imperio romano. Había indicado sus ubicaciones exactas en un gran mapa de mármol, el cual rompió tras cumplir su cometido, pudiendo varios de los prisioneros hacerse cada uno con un fragmento antes de ser separados. Así, el druida les entrega el pedazo que consiguió recuperar y regresa a la aldea, y Astérix, Obélix e Ideafix se dirigen al lugar que muestra dicho fragmento para rescatar a sus amigos de las garras de los romanos. 

## Modo de juego
El juego cuenta con Astérix y Obélix como personajes jugables, pudiendo controlar solo a uno de ellos a la vez, de forma que cada segmento de los niveles está diseñado para que lo recorra el personaje que posee las habilidades necesarias para superarlo, siendo imprescindible la colaboración entre ambos. Como cada uno tiene unas capacidades únicas, a menudo será necesario cambiar de personaje, lo cual se realizará automáticamente, o bien mediante unas "estaciones de relevo", o sea, puntos marcados con un aura azul. Las capacidades de Astérix incluyen poder recoger calabazas de poción mágica, las cuales se encuentran en lugares muy concretos y son consumidas inmediatamente al entrar en contacto con ellas, haciéndolo mucho más poderoso durante un tiempo muy limitado. Por otro lado, Obélix puede romper cajas de hierro sin necesidad de la poción y mover plataformas y obstáculos mucho más grandes que los que puede mover Astérix.
Los combates son parte integral del juego, son numerosos y se llevan a cabo principalmente golpeando a los enemigos con las manos, aunque hay otros movimientos disponibles que, además de resultar útiles en determinadas circunstancias, proporcionan algo de variedad a la lucha. Tras ser golpeados, la mayoría de los enemigos quedan aturdidos durante unos segundos, momento en el cual pueden ser agarrados y sacudidos en el aire como un lazo, golpeando a los enemigos cercanos. También es posible, mediante un botón específico, solicitar asistencia de nuestro compañero, de forma que golpee o agarre a un enemigo y lo lance hacia ti, dándote la ocasión de conseguir una bonificación si ese enemigo es golpeado mientras aún está en el aire. Además, otro botón permite lanzar a Ideafix a morder el trasero de algún enemigo para dejarle anonadado y desarmado durante unos instantes, en los que será vulnerable a los ataques.
Además de los combates, también habrá que resolver numerosos puzles. Muchos de ellos involucran el uso de una antorcha especial que solo puede llevar Astérix, cuya llama va apagándose con el tiempo hasta extinguirse al cabo de unos instantes, a menos que se encienda un brasero a tiempo. Estos braseros están a menudo a bastante distancia entre sí, de forma que habrá que ser rápido e inteligente para alcanzarlos y poder detonar el barril de pólvora que se encuentra al final de la sección, desbloqueando el acceso a la siguiente.
Los héroes se encontrarán en cada nivel con el espía romano, quien les proporcionará información útil sobre el manejo de los diferentes mecanismos, les pondrá al día sobre los últimos planes de los romanos, o les dará pistas acerca de algún objeto especial escondido en las cercanías. En ocasiones les pedirá algún requisito para eliminar un obstáculo, como derrotar a todos los enemigos de la zona o recoger cierta cantidad de cascos romanos.
En cuanto a la estructura de los niveles, cada uno de éstos corresponde a una provincia del Imperio romano y está dividido en varias fases, siendo los más cortos el primero y el último. El inicio de una nueva fase está indicado mediante un druida que normalmente se encuentra bien visible en el camino principal. En una partida nueva estos druidas están dormidos, pero pueden ser despertados para guardar la partida, y todos los druidas que hayan sido despertados permitirán posteriormente acceder a esa fase directamente desde un mapa del Imperio que se encuentra en el menú principal. 
Para avanzar dentro de las fases, el jugador deberá a menudo utilizar unas catapultas de transporte, las cuales permitirán viajar hacia la siguiente área, donde normalmente se encontrará otra catapulta para retroceder al área anterior. Al final de cada nivel (salvo el primero) hay un combate contra un jefe. Los jefes consisten en enormes máquinas de guerra manejadas por romanos, y la manera y dificultad para destruirlas varían en cada nivel. Una vez destruida la máquina, los aldeanos presos en esa provincia pueden ser liberados, proporcionando a Astérix y Obélix el fragmento del mapa que consiguieron recuperar y permitiéndoles viajar a la siguiente.
A lo largo del juego pueden encontrarse coronas de laureles dorados. Algunos pueden obtenerse fácilmente, pero la mayoría están bien escondidos y solo pueden conseguirse explorando cada rincón o resolviendo puzles complejos. Obtener todos los laureles dorados de cada nivel permite desbloquear nuevos aspectos para Astérix y Obélix, consistentes en trajes de baño, pirata o legionario romano.

## Provincias
El juego consta de seis niveles o provincias:
- Galia: Nuestros héroes deben recorrer el área alrededor de su aldea para descubrir qué ha sucedido con sus amigos. Se considera una zona de tutorial, un nivel de entrenamiento diseñado para poner a punto tus reflejos. El rehén a rescatar es el druida Panorámix.
- Normandía: Los héroes deberán recorrer la costa normanda, en la que abundan los acantilados, las cavernas y las pendientes de hielo resbaladizo, además de feroces hordas de normandos, sin olvidar los campamentos romanos diseminados por la zona. Los rehenes son Esautomátix, el herrero, y Ordenalfabétix, el mercader de pescados.
- Grecia: Atenas es una bella ciudad junto al mar, pero los romanos la han convertido en un peligroso lugar. Los galos tendrán que usar el cerebro y superar el vértigo si quieren atravesar los bellos templos y pasadizos repletos de obstáculos para llegar a la prisión donde se encuentran Karabella, esposa de Abraracúrcix, y Falbalá.
- Helvecia: Una región montañosa donde, además de subir y deslizarse, los jugadores se verán a menudo obligados a utilizar ascensores y otros mecanismos para atravesar valles y quebradas. Los romanos han tomado todo tipo de medidas para obstaculizar tu avance hacia el palacio del gobernador, donde se encuentran como rehenes de esta provincia el decano Edadepiédrix y su esposa.
- Egipto: Una tierra desértica atravesada por el río Nilo que se ha vuelto peligrosa gracias a los romanos y los piratas. Los galos deberán enfrentarse a numerosos enemigos con avanzadas tácticas militares y superar todo tipo de obstáculos preparados especialmente para ellos. Es aquí donde está cautivo el bardo Asurancetúrix.
- Roma: La etapa final. Los galos deben entrar en la ciudad y luchar contra enormes cantidades de romanos y leones con el fin de llegar al lugar donde se enfrentarán en la batalla final contra Julio César para liberar al jefe Abraracúrcix y sus portadores.

## Enemigos
Legionarios normales: Los más comunes, son débiles y llevan lanzas y escudos, pero no se defienden. Se encuentran en todas las provincias.
Centuriones: Equipados con armadura dorada y escudo redondo, realizan un fiero ataque de varios mandobles con su espada. Comandan a grupos de legionarios de todas las clases. Hay de dos tipos: unos forzudos (en la Galia, Normandía y Roma) y otros más pequeños y delgados pero más rápidos al correr y atacar (en Helvecia, Egipto y Roma).
Formaciones de tortuga: Son grupos de legionarios protegidos por una pared de escudos y lanzas. Adoptan distintas formas: rectangulares o cuadradas (Galia, Grecia y Roma), circulares (Normandía), triangulares (Helvecia) y piramidales (Egipto y Roma). A menudo están organizadas para sacar e introducir las lanzas laterales y superiores alternativamente a un ritmo constante, dándote la oportunidad de golpearlas por un breve tiempo, pero algunas solo pueden ser destruidas con la poción mágica o atacándolas en su punto débil.
Arqueros: Romanos armados con un arco que disparan ráfagas de 6 enormes flechas a distancia, pero al acercarse a ellos quedan indefensos, por lo que suelen situarse detrás de otros soldados o en lugares elevados. Aparecen en Normandía y Grecia.
Guerreros normandos: Fuertes guerreros de Normandía que suelen agruparse en hordas y son más duros que los legionarios normales.
Jefes normandos: Comandan a las hordas de guerreros normandos. Se protegen con su escudo de madera y son más resistentes que los centuriones romanos. Son idénticos a Grosenbaf, del cómic Astérix y los normandos.
Legionarios con picas: Similares a los legionarios normales, pero de mayor estatura y armados con una larga pica, lo que hace que su ataque tenga más alcance y sea más peligroso, aunque algo más lento. Solo aparecen en Grecia. 
Legionarios con mazas: Se sitúan en lugares estratégicos para apartarte del camino y evitar que accedas a un lugar, empujándote a precipicios u otros obstáculos. No quitan salud, pero no son menos peligrosos. Aparecen en Grecia y Helvecia.
Leones: Rápidos y ágiles, atacan con sus garras, y son más peligrosos cuando lo hacen en manada. Se encuentran en Grecia y en Roma.
Gladiadores: Enemigos fuertes con escudo y tridente que suelen ir acompañados por varios leones. Sustituyen a los centuriones en Grecia. 
Legionarios acuáticos: Legionarios con escudo y tridente que aparecen en zonas con agua para evitar que utilices algún mecanismo; realizan un ataque giratorio. Llevan además unas gafas de buceo y un tubo de snorkel. Solo aparecen en Grecia. 
Patrulla Aérea: Legionarios con jet-packs cuyo objetivo es obstaculizar tu avance, apagando los fuegos que has encendido o soltando bombas que explotan al poco de caer. Para eliminarlos hay que golpearlos en el aire. Aparecen en Helvecia y Egipto.
Legionarios saltadores: Cogen carrerilla y dan un gran salto impulsándose con las dos lanzas que llevan para después caer en picado sobre ti, siendo vulnerables al quedar clavados en el suelo. Solo se encuentran en Helvecia.
Legionarios de élite: Soldados con un escudo y un tridente, mucho más grandes y fuertes que los legionarios normales. Su manera de atacar es igual a la de los centuriones y gladiadores, pero tienen mayor alcance. Están presentes en Egipto y en Roma.
Piratas: Guerreros con sables que aparecen en Egipto, tan débiles como los legionarios normales. 
Jefes piratas: Comandan a los grupos de piratas, siendo tan fuertes como otros jefes. Son idénticos al Barbarroja que aparece en los cómics.
Catapultas: Lanzan rocas que al estrellarse producen una onda expansiva que hace saltar todo por los aires. Hay una en la mayoría de provincias.
Torres móviles: Torres de asedio móviles con un par de brazos mecánicos cuyos extremos sostienen unos bloques de piedra que los operadores hacen golpear el suelo para producir una onda expansiva. Para inutilizarlas hay que golpear y destruir los enganches de los brazos, tras lo cual la torre queda indefensa y no hay más que derribarla. Solo hay dos de estas, una en Normandía y otra en Egipto.
Máquinas de guerra: Los jefes finales que custodian a los prisioneros encerrados al final de cada nivel. Son máquinas de gran tamaño con un rodillo con pinchos como apéndice en cada uno de sus cuatro lados. Cada rodillo oculta dos tornillos que son la clave para la destrucción de la máquina. Atacan lanzando bombas, siendo éstas cada vez más numerosas según la máquina pierde apéndices. 

## Elementos relevantes

### Objetos
- Pata de jabalí: Recupera un punto de vida. Podrás conseguirlas del vendedor ambulante, derrotando a jefes enemigos, en cajas o golpeando a jabalíes.
- Escudos: Forman parte de la barra de vida, cada uno contiene cinco secciones o puntos de vida. Se empieza con tres, pero se pueden tener hasta seis si se encuentran o se compran al vendedor ambulante. Las catapultas destruidas otorgan uno.
- Cascos romanos: Sirven para comprar combos o vida al vendedor ambulante o adquirir imágenes en la galería. Se consiguen venciendo a los enemigos, recogiéndolos por el escenario, rompiendo cajas y de algunos expendedores que a veces arrojan gran cantidad de ellos. Un romano o enemigo normal te dará un casco azul que vale por uno, pero un centurión, jefe bárbaro u otro jefe equivalente te dará un casco dorado que vale por diez.
- Multiplicadores de cascos: Multiplican la cantidad de cascos que recojas temporalmente. Hay x3 y x10, y se pueden acumular para conseguir una multiplicación mayor.
- Poción mágica: Solo Astérix puede recogerla, y al hacerlo será invulnerable y súper fuerte durante unos segundos, permitiéndole correr más rápido, realizar un triple salto, derrotar a cualquier soldado de un solo golpe y con más facilidad a máquinas y formaciones enemigas, además de romper las cajas de hierro. Si estando bajo los efectos de la poción se entra en contacto con otra calabaza, se producirá una enorme onda de choque que desarmará y aturdirá a los enemigos cercanos.

### Mecanismos
A lo largo de la aventura habrá que usar una variedad de mecanismos. Entre ellos destaca el teleférico, en el que Astérix se tendrá que subir a una cesta, y al hacerlo controlarás automáticamente a Obélix, que debe ocuparse de tirar de la cuerda unida a la cesta para que ésta recorra un cable. Esto permite alcanzar zonas que de otro modo son inaccesibles. 
Otro mecanismo notable es el "cañón de repetición máximus", un arma que además de eliminar fácilmente enemigos y barreras, forma parte de un puzle en el que hay que colocar unas dianas en el lugar adecuado para desviar la trayectoria de los proyectiles y que éstos alcancen su objetivo. 
Otros mecanismos presentes son el trampolín, la viga giratoria, y ascensores y puentes de varios tipos. Algunos solo funcionan con uno de los personajes, mientras que otros requieren la colaboración de ambos para emplearse con éxito.

### Otros
Al principio, mitad o final de los niveles podrás comprar objetos o mejoras al vendedor ambulante. Éste te venderá combos, patas de jabalí o escudos, que podrás pagar con los cascos de los romanos. Mientras que el precio de los combos es fijo, el de los objetos va aumentando en cada nivel.
A menudo encontrarás cerraduras que cubren objetos imprescindibles para continuar. Para abrirlas hay que derrotar al número de enemigos indicado.

## Combos
Los combos son habilidades especiales que se llevan a cabo pulsando una serie de botones en un orden concreto. Para poder realizarlos se debe llenar el medidor de energía, lo cual requiere golpear a una cantidad variable de enemigos en poco tiempo. Cuanto más lleno esté dicho medidor, más rápido golpeará el personaje, y cuanto más poderoso sea el combo utilizado, más energía consumirá.
- Combo golpe: Disponible desde el principio. Consiste en dar tres golpes consecutivos.
- Combo martillo de poder: Usa a un enemigo como martillo para golpear el suelo; los enemigos alcanzados por la onda de choque son expulsados y quedan aturdidos. Un salto doble provoca un impacto más devastador. Cuesta 3.500 cascos.
- Combo furia: Mejora de Ideafix. Será lanzado a mayor rapidez y distancia para morder a más enemigos antes de volver. Cuesta 17.500 cascos.
- Combo porra: Usa a un enemigo como porra para golpear seis veces, creando ondas de choque que dañan a los enemigos cercanos. Cuesta 9.000.
- Combo topo: Solo puede realizarlo Astérix, y es capaz de eliminar fácilmente a una formación en tortuga. Astérix salta y realiza una inmersión en picado para perforar el suelo, provocando que surja un menhir que eliminará a todos los enemigos dentro del radio de alcance. Cuesta 30.000 cascos.
- Combo remolino: Astérix y Obélix giran sobre sí mismos a gran velocidad y se transforman en un tornado por unos segundos. Éste es capaz de succionar a cientos de enemigos y lanzarlos a gran distancia. Cuesta 75.000 cascos.
- Combo remolino fusión: Cuando los dos tornados se encuentren próximos y unidos por un arco eléctrico, pulsa el botón de ataque y ambos se unirán en uno que succionará a más enemigos y a mayor velocidad. Cuesta 150.000 cascos.

## Desarrollo y lanzamiento
El desarrollo del juego comenzó en el año 2001, auspiciado y supervisado por el grupo Ediciones Albert René, propietario de los derechos literarios y audiovisuales de la franquicia en aquel momento, que deseaba una adaptación exitosa y de calidad de los personajes al soporte de los videojuegos tras varios títulos con escasa repercusión. La desarrolladora Étranges Libellules se encargó de las versiones para PC y consolas de sobremesa, para lo cual utilizó el motor gráfico RenderWare y creó nuevas animaciones para los personajes, muchas de ellas reutilizadas en entregas posteriores. La banda sonora fue compuesta por Fabrice Bouillon-Laforest, y las voces originales francesas cuentan con Roger Carel para Astérix y Pierre Tornade para Obélix, sus dobladores en la mayoría de las películas de animación; todos ellos repiten en los juegos siguientes. Debido a la presión para lanzar el juego para la campaña de Navidad, algunas características en desarrollo tuvieron que ser desechadas; en principio el juego iba a contar con más provincias, entre ellas Hispania, y la mayor parte del nivel de Roma quedó inacabada a pesar de aparecer en un tráiler y en imágenes promocionales.
Por otro lado, la versión para Game Boy Advance fue desarrollada enteramente por Fernando Vélez y Guillaume Dubail, dúo también conocido como VD-dev y habituado a desarrollar juegos explotando al máximo las capacidades de su hardware, lo cual se percibe en el apartado gráfico, siendo este uno de los títulos de GBA más pulidos en ese aspecto. Aunque se basa en el mismo escenario que las otras versiones y también se encuentra en 3D, las limitaciones de la consola hacen que tenga algunas diferencias notables, como la estructura de los niveles, la cantidad de elementos interactivos y unos controles simplificados, si bien la dificultad es mayor (menor resistencia y enemigos más rápidos).
La versión lanzada en Estados Unidos es en esencia igual que la original, siendo las únicas diferencias el diseño de la carátula del juego y la adición al inicio de un texto que introduce el contexto y el argumento, debido a que en dicho país la franquicia es poco conocida.
En cuanto al diseño, ambos protagonistas tienen un aspecto renovado respecto a apariciones anteriores. Astérix lleva un guante de cuero y acero, un cinturón distinto y pantalones con rayas negras muy finas, mientras que Obélix lleva un brazalete de cuero en el antebrazo derecho y uno de bronce en su brazo izquierdo. Los diseños de las armaduras y cascos de los romanos también fueron modificados para incluir componentes afilados, dando así un aspecto más amenazante y menos infantil al conjunto.
La recepción del juego fue moderada, con mejor valoración por parte del público que de la crítica especializada. Algunos críticos opinaron que aunque tiene un buen apartado sonoro, una ambientación fiel a los cómics, y es disfrutable por los niños y fanes de los personajes, los gráficos no estarían al nivel de otros títulos del mismo año y género. También se señalaron como carencias la falta de extras, la corta duración, y que los combates pueden volverse repetitivos en cierto punto si no se usan combos.

## Secuelas y remasterización
Este juego inauguró una saga de aventuras de estos personajes en 3D, ya que tras él fueron lanzados Asterix & Obelix XXL 2: Mission: Las Vegum (2005) y Astérix en los Juegos Olímpicos (2007), ambos similares en diseño y jugabilidad, aunque el tercero de la serie XXL no llegaría hasta el año 2019, bajo el título Astérix & Obélix XXL 3: El menhir de cristal, si bien este último tiene muy poco en común con los anteriores, tanto en el apartado gráfico como en el jugable, estando más enfocado hacia el modo cooperativo.
El 28 de julio de 2020 la compañía distribuidora Microids anunció el lanzamiento de una versión remasterizada del juego para las plataformas PlayStation 4, Xbox One, Nintendo Switch y PC, la cual salió a la venta el 22 de octubre del mismo año. Tuvo que recibir varias actualizaciones debido a fallos tales como bugs, cortes bruscos de sonido y defectos de iluminación y texturas, los cuales no se encontraban en la versión original. Además del cambio gráfico, se remezclaron todas las melodías y se añadieron algunas más, la mayoría ambientales, para sonar en lugares donde antes no había música, aunque es posible seguir escuchando las originales. También se añadieron varias características nuevas, como poder elegir entre varios niveles de dificultad, y un par de minijuegos consistentes básicamente en recorrer ciertos escenarios de los niveles en un tiempo determinado, además de poder cambiar entre los gráficos nuevos y los originales (con un filtro de alta definición) en cualquier momento pulsando un botón.
A pesar de presentarse como una remasterización, se hicieron algunas modificaciones que afectan de forma notable a ciertos aspectos de la jugabilidad, como variaciones en el número y tipo de enemigos en los combates, una reducción drástica de los precios de los combos, la retirada de la mayoría de los multiplicadores, y la adición o desplazamiento de enemigos y objetos en muchos lugares. 